# Els Salers
Els Salers (Los Saleros en castellà) son el romanent d'una antiga llacuna situada al nord del terme municipal de Villena (País Valencià), a la partida de Las Chozas. Va ser dessecada mitjançant la séquia del Rei el 1803, al mateix temps que la llacuna de Villena, ja que les seues aigües, molt salobres, perjudicaven la salut pública. Aquestes salines rebien antigament el nom d'El Angostillo i eren propietat del consell de la ciutat, como apareixen citats en la Relació enviada a Felip II de Castella el 1575:
| « | En el termino de Villena ay dos sitios de salinas que en ellos se fabrica sal de agua sacada a mano de pozos, que las unas se llaman las del Cabeço Polvogad, y las otras las de el Angostillo. Ay una laguna de media legua de largo en medio de las dos, rasa, que no produze yerba. Estas del Angostillo eran propio de la çiudad Villena por merçed que tiene de los muy altos e poderosos señores Reyes Católicos […] y vuesa magestad real fue servido de las tomar e encorporar en su rreal corona. | » |

En l'actualitat formen dos grups, anomenats Saler Nou de la Fortuna i Saler Vell de la Redona. Les seues aigües s'aprofiten per recuperar la sal que porten.